# Lasiopa tsacasi
Lasiopa tsacasi is een vliegensoort uit de familie van de wapenvliegen (Stratiomyidae). De wetenschappelijke naam van de soort is voor het eerst geldig gepubliceerd in 1970 door Dusek & Rozkosny.